# Réserve naturelle des landes d'Heuringhem
La réserve naturelle régionale des Landes d'Heuringhem est l'une des quatre réserves naturelles volontaires (devenues réserves naturelles régionales) situées sur le plateau d'Helfaut, dans la région Nord-Pas-de-Calais. Déclassée à la suite de la loi relative à la démocratie de proximité de 2002, elle fait désormais partie de la réserve naturelle régionale du plateau des landes.

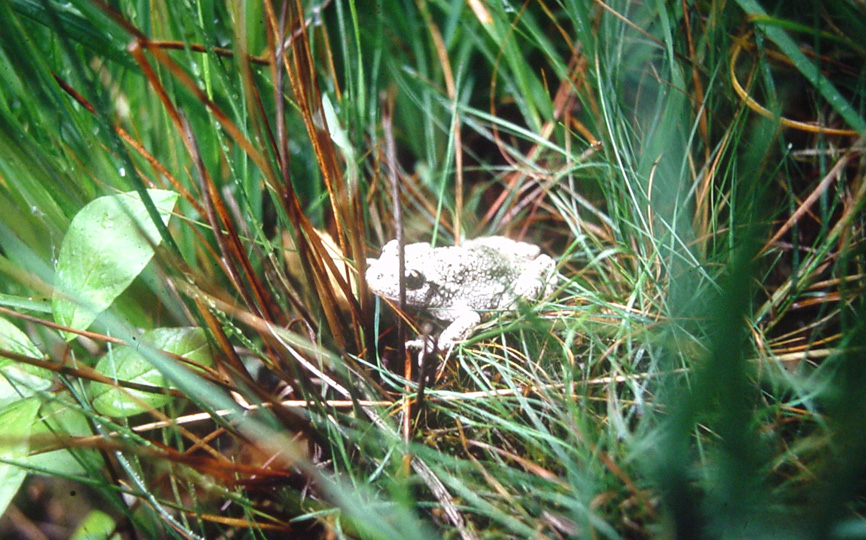
Crapaud alytes dans les joncs et scirpes, Heuringhem (photo prise entre 1980 et 1987)

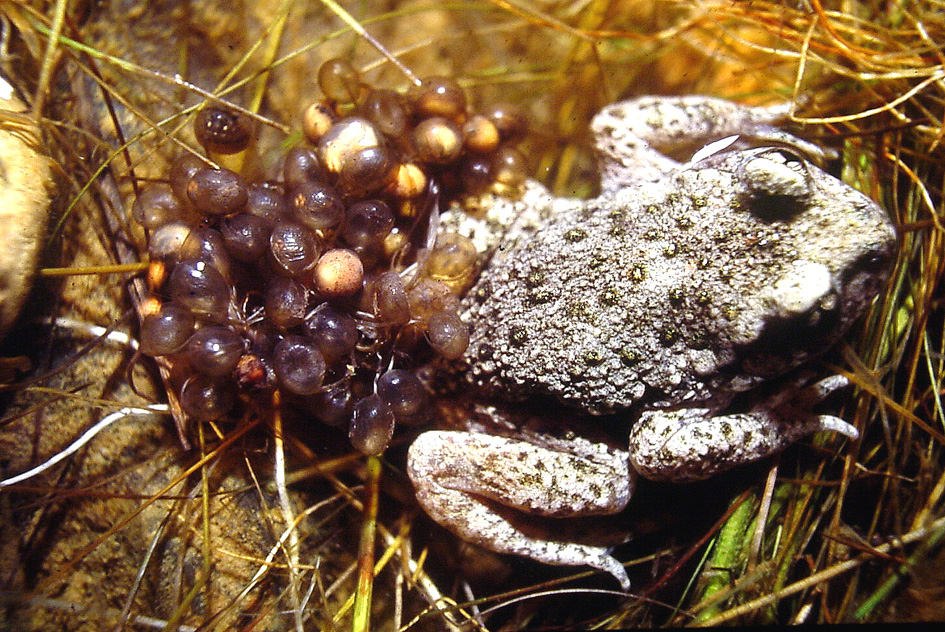
Crapaud accoucheur ; mâle en train d'humidifier une dernière fois les œufs dont il a la garde. C'est ici le moment où les tétards s'en libèrent (dans une des mares d'Heuringhem ; avant la mise en réserve, ici en 1990)

## Localisation
- Département du Pas-de-Calais, France, pour partie dans le parc naturel régional des Caps et Marais d'Opale, entre la vallée de l'Aa et la vallée de la Lys.

### Communes concernées
Heuringhem est directement concerné, mais cette réserve jouxte la réserve naturelle des landes de Blendecques et complète celles d'Helfaut et de Racquinghem, 

## Histoire du site et de la réserve
Les 4 réserves naturelles du plateau d'Helfaut ont été créées en mesure compensatoire de la VNVA (Voie nouvelle de la vallée de l'Aa), une route qui a fragmenté le plateau en 3 grandes parties, en plus des petites routes qui existaient antérieurement (fragmentation du plateau en 11 fragments principaux, écologiquement disjoints).

## Écologie (biodiversité, intérêt écopaysager…)

### Flore
Ce site était réputé depuis le XIXe siècle pour ses tapis de jonc et de scirpus bitus, et ses vastes étendues de bruyères et ajoncs d'Europe qui formaient un milieu appelé Dhornes dans cette partie de la région. Les botanistes admiraient notamment la lande à callune qui a Heuringhem (moins qu'à Blendecques abritait aussi quelques touffes d'Erica tetralix et de bruyère cendrée ainsi que de genets, dont le genet d'Angleterre (Genista anglica) rarissime dans le Nord-Pas-de-Calais.

À la suite du drainage de certaines zones humides à Heuringhem côté sud et à Blendecques côté nord, et malgré les aménagements alimentant les étangs de pêche, l'apparition d'une saulaie sur les anciens sites de décantation des extracteurs de silex  a exacerbé les effets de ce drainage. Cette partie du plateau s'est fortement boisée et asséchée privant de nombreuses plantes rares de leur habitat. Les gestionnaires espèrent qu'elles pourront réapparaitre à partir de graines enfouies, ou à partir de populations relictuelles proches via un transport par les animaux circulant sur les corridors biologiques relictuels ou à construire.

### Faune
Ce site abritait autrefois une faune d'amphibiens exceptionnelle : 4 espèces de tritons, la salamandre tachetée, et le crapaud alytes (Cette espèce protégée au niveau européen était jusqu'au début des années 1990 encore assez commune sur la zone actuellement occupée par le stand de tir et sur la lisière de la lande côté sud du plateau, au-dessus des pâtures acides). Ces espèces sont toutes en voie de forte raréfaction dans la région et en Europe.
Le plateau d'Helfaut était réputé chez les naturalistes pour sa richesse en hyménoptères fouisseurs (en régression avec la fermeture du milieu) et en coléoptères 
Le bilan 2004 confirmait la présence de 415 espèces dont 13 n'avaient pas été revues depuis le XIXe siècle, et 20 considérées comme nouvelles pour la région. Certaines espèces ont néanmoins fortement régressé (bousiers notamment).
En 2004, 22 espèces de libellules (odonates) étaient identifiées, ce qui devrait rendre ce site important pour le plan de restauration « Odonate » en préparation à la suite du Grenelle de l'Environnement.
On y trouve aussi l’Epeire fasciée (Argiope bruennichi) rare dans la région, mais notamment présente dans ces landes alors qu'elle est plus connue des landes bretonnes.
Les amphibiens ont eux continué à régresser, malgré les efforts des gestionnaires, pour des raisons encore mal comprises. Plusieurs causes additionnent probablement leurs effets ; perte de diversité génétique, roadkill important (de très nombreux crapauds (Bufo bufo) se font écraser entre les boisements du sud du plateau où ils passent l'hiver et les étangs de pêche où ils viennent pondre. La zone autrefois occupée par la principale population de crapaud alytes est aujourd'hui occupée par un stand de tir. Des études régionales faites par l'Institut pasteur ont montré que les pluies contenaient des doses significatives de pesticides (désherbant, insecticides, fongicides), en quantité plus importante vers le mois de mai, qui est le moment où les têtards et larves de tritons et jeunes salamandres sont très vulnérables à ces molécules. Les insecticides et certains fongicides sont toxiques pour eux et pour leurs proies (ce sont des insectivores à l'état adulte) et certains désherbants sont fortement soupçonnés de contribuer à diminuer la fécondité et la fertilité de ces animaux en jouant un rôle de perturbateur endocrinien. Les amphibiens sont aussi sensibles à la pollution lumineuse, mais cette partie du plateau n'y est que peu exposée. Une décharge ancienne de déchets repose près des étangs de pêche qui sont le principal site de ponte du crapaud Bufo bufo. Il n'est pas exclu que des contaminants puissent s'en échapper.

#### Oiseaux
Le bilan 2004 faisait état (à partir de 7 années de suivi) de 75 espèces dénicheuses et citait l'arrivée d'une espèces non revues les années précédentes (Grosbec, Bergeronnette des ruisseaux. L'hirondelle de rivage a par contre fortement régressé, probablement en raison de la dégradation ou du comblement de ses lieux de nidification (cette hirondelle creuse des terriers pour y pondre).

#### Mammifères
Les petits mammifères sont nombreux, profitant souvent de l'agrainage destiné au gibier, mais le lapin (autrefois très nombreux, notamment après-guerre après que la chasse a été interdite et les fusils réquisitionnés) et le lièvre n'arrivent pas à reconstituer leurs populations.
Des grands herbivores domestiques sont utilisés sur le plateau pour gérer les milieux, en remplacement des grands herbivores sauvages qui ont disparu. 
Les mustélidés sont rares, probablement en raison d'une forte tradition locale de piégeage
les chauves-souris n'ont pas fait l'objet d'un suivi complet, mais semblent en voie de régression sur une grande partie du plateau. Néanmoins la présence de la coupole d'Helfaut, de quelques blockhaus et d'un milieu favorable peut laisser espérer une amélioration de la situation. Un second plan de restauration des chiroptères est en préparation en 2008, sous l'égide du Museum[Lequel ?] et du Ministère chargé de l'environnement. Quelques espèces pourraient souffrir de la pollution lumineuse qui s'est fortement accrue dans la vallée de l'Aa et l'Audomarois.

### État, pressions ou menaces, réponses
- Lande : Lors de la seconde guerre mondiale, le plateau abritait environ 300 hectares de landes sèches ou humides (habitats prioritaire et protégé à échelle européenne, et particulièrement rares dans cette région), dont plusieurs dizaines sur la commune d'Heuringhem.

Une partie de l'ancienne lande a été urbanisée et/ou transformée en zone d'activité dans les années 1980 - 1990, alors que des étangs de pêche, une salle de sport et un terrain de football étaient aménagés près de l'ancien CD 77. À la suite de l'urbanisation et de la disparition des herbivores (domestiques, mais aussi lapins et lièvres), la forêt et les buissons ont envahi la lande au point qu'il n'en restait plus que 0,3 ha en 1999. Selon le bilan à 5 ans de la gestion de la réserve, cette surface était remontée à 30 ha en 2004.
- Mares : Pour les besoins de l'exploitation de silex, une partie du plateau a été drainée et aménagée. Plusieurs mares et zones humides ont été comblées dans les années 1970/80 (décharge recouverte d'une couche de terre, près de l'actuel terrain de football), puis dans les années 1900 avec la construction d'un stand de tir. Environ 20 mares et micro-zones humides ont été débroussaillées et rouvertes à la lumière, accueillant permettant le retour d'espèces qui étaient devenues rares depuis le début des années 1990 (amphibiens, libellules, oiseaux d’eau…) les conditions optimales.

Un des étangs abritait en 2004 quelques dizaines de pieds d'une espèce rare (qui n'est connue que là au Nord de Paris). Plusieurs espèces de joncs et le scirpus fluitans (qui formait de véritable tapis de plusieurs mètres carrés dans les années 1980) (bon indicateur de la qualité des milieux) ont commencé à reconstituer leurs populations, de même que le Potamot à feuilles de renouée.
15 espèces non revues depuis 1999 ont été redécouvertes en 2004

#### Espèces invasives
Le rat musqué est présent sur les étangs de pêche, ainsi que l'écrevisse américaine.

## Administration, Plan de gestion, règlement..
Le plan de gestion est établi pour 5 ans, et réorienté selon les conclusions des évaluations le cas échéant, sous le contrôle d'un comité de pilotage. Les usagers ont été invités à se prononcer sur ce plan. Il prévoit le contrôle de l'embuissonnement par le déboisement, un pâturage, des fauches avec exportation, la réouverture de mares à demi recouvertes par les arbres qui ont rapidement poussé avec la disparition des lapins, et un faible taux de pâturage. 
Ces mesues ont permis le maintien voir localement l’agrandissement de habitats écologiques exceptionnels, dont en particulier lande sèche à bruyère cendrée (Erica cinerea, milieu très rare au nord de Paris).
Un plan d’accueil du public et de communication a été fait, mais en 2004, 60 % des personnes interrogées par le gestionnaire pour son bilan, estimaient que les Landes ne sont pas encore assez protégées.

## Intérêt touristique et pédagogiques
Des écoles, des étudiants et universitaires viennent régulièrement étudier les landes du Plateau d'Helfaut. Plusieurs parkings accueillent le public, ainsi qu'un réseau de chemins. Une carte des espaces naturels sensibles (ENS) gérés par EDEN62 (4 000 ha dont les Landes du plateau) est disponible à EDEN 62, ainsi qu'un livret de découverte de ces Landes qui complète les panneaux d'une exposition pédagogique qui peut être prêtée par EDEN 62 aux enseignants et organisateurs de manifestations sur l'environnement. Le Conservatoire des sites a également produit un livret pédagogique sur les milieux de landes.
Un sentier d’interprétation balisé de 15 bornes informatives (en 2004)  permet la visite des landes de Blendecques et Heuringhem.